# Naukan

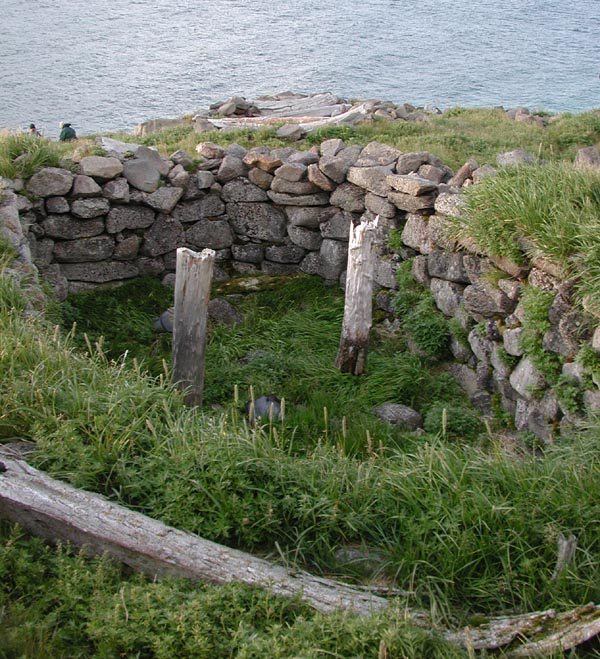
Resti di un'abitazione Naukan vecchia di 2,000 anni

I Naukan, conosciuti anche come Naukanski, sono dei nativi siberiani che vivono nel Circondario autonomo della Čukotka della Russia orientale.

## Lingua
La lingua Naukan appartiene alle lingue Yupik, sebbene oggi molti nativi siberiani parlino la lingua Ciukci.

## Cultura
I Naukan cacciano per sopravvivere mammiferi marini e il pol'a', festival delle balene lungo un mese, attira visitatori da tutta la Siberia.

## Storia
Le fonti archeologiche fanno ipotizzare che la presenza dei Naukan nella penisola Chukotka risalga a 2,000 anni fa. Vivevano sull'isola di Big Diomede e sul capo Dezhnev nello Stretto di Bering. L'Unione Sovietica ricollocò le comunità lontano dai loro villaggi tradizionali nel 1958.Adesso risiedono nel villaggio di Lorino.